# کاترین بومن
کاترین بومن (انگلیسی: Kathryn Beaumont؛ زادهٔ ۲۷ ژوئن ۱۹۳۸) هنرپیشه، صدا پیشه و خواننده اهل بریتانیا است. وی از سال ۱۹۴۴ میلادی تاکنون مشغول فعالیت بوده‌است. از کارهای معروف او می‌توان به پیتر پن اشاره نمود.